# Konia
Pour le village à Chypre, voir Koniá.
Pour le village à Turquie, voir Konya.
Genre
Konia est un genre de poissons Perciformes  qui appartient à la famille des Cichlidae. Les deux espèces de ce genre sont endémiques du Cameroun et sont considérés en danger critique d'extinction selon l'UICN.

## Liste des espèces
Selon FishBase (25 janv. 2017) et ITIS (25 janv. 2017) :
- Konia dikume Trewavas in Trewavas, Green & Corbet, 1972
- Konia eisentrauti (Trewavas, 1962)